# Ksenija Sobčak
Ksenija Anatol'evna Sobčak (in russo Ксения Анатольевна Собчак?; Leningrado, 5 novembre 1981) è una politica, conduttrice televisiva, giornalista e attrice russa con cittadinanza israeliana.
Figlia dell'ex sindaco di San Pietroburgo Anatolij Aleksandrovič Sobčak, considerato il mentore politico di Putin, e della senatrice Ljudmila Narusova, è diventata nota al grande pubblico come ospite del reality show Dom-2 sul canale russo TNT. 
Attiva nel canale indipendente Dožd', è stata membro del partito di opposizione anti-putinista Solidarnost e la candidata del partito Iniziativa Civica alle elezioni presidenziali in Russia del 2018, l'unica donna candidata in quelle elezioni e a 36 anni la più giovane nella storia russa.

## Biografia
Sobčak, che ha raccontato come lei e la sua famiglia abbiano sperimentato l'antisemitismo, ha frequentato da bambina la scuola di danza annessa al Teatro Mariinskij e la scuola d'arte del Museo dell'Ermitage. Nel 1998, ha lasciato la scuola collegata all'Università Herzen iscrivendosi all'Università statale di San Pietroburgo (Dipartimento di relazioni internazionali). Nel 2001, Sobčak si è trasferita a Mosca e si è iscritta al programma di relazioni internazionali presso l'Istituto statale di relazioni internazionali di Mosca. Nel 2002, si è iscritta a un programma di master presso il dipartimento di politica della stessa università.

### Televisione

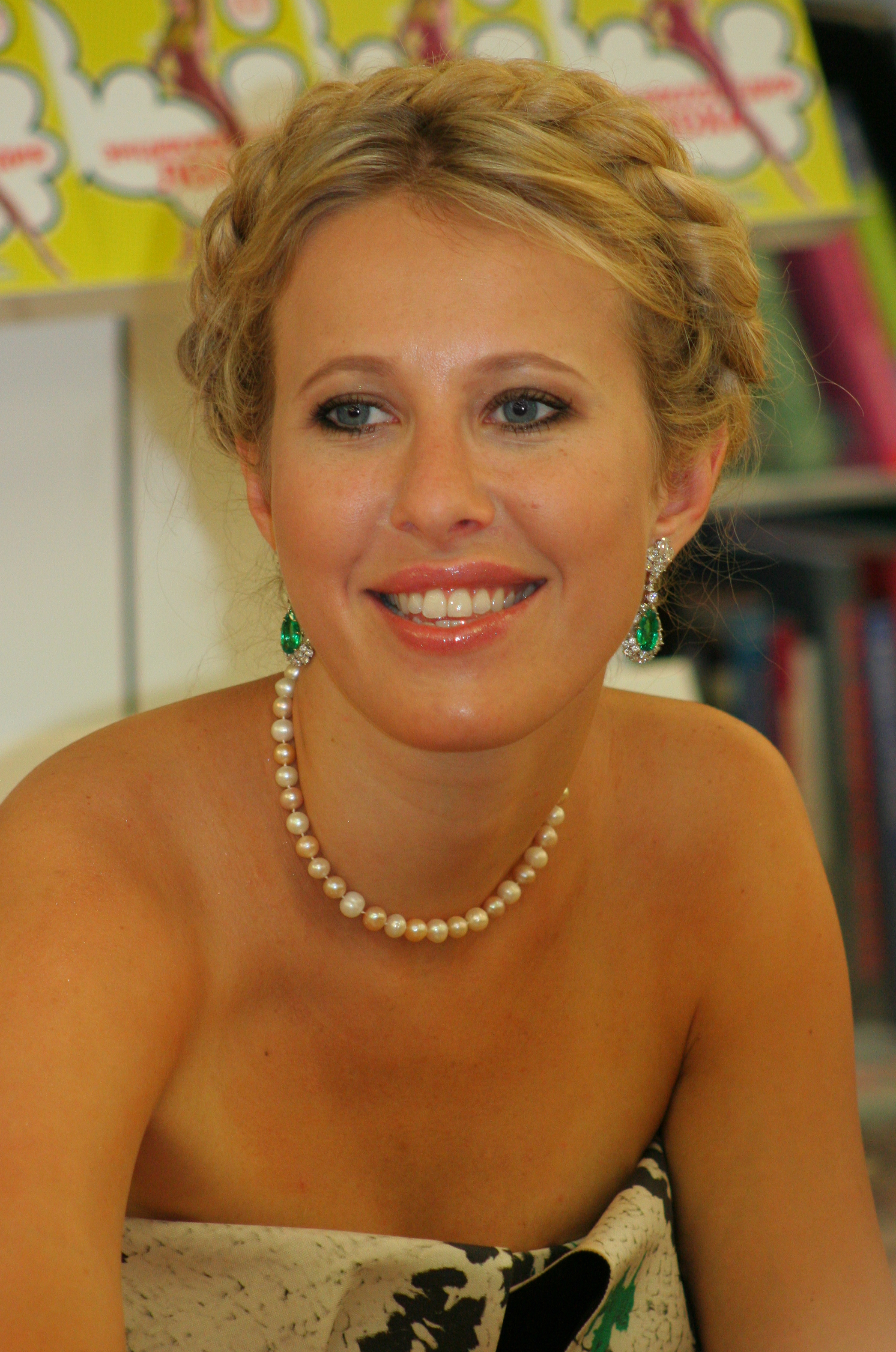
Sobchak nel 2010, prima di essere coinvolta nella politica

Sobčak è diventata famosa nel 2004, come presentatrice del reality show Dom-2. Ha lasciato lo spettacolo nel 2012, perché il programma era incongruente con il suo attivismo politico. Dal 2008 al 2010, Sobčak ha ospitato i reality show Chi non vuole essere milionario?, Last Hero -6 e Sweet life of a blonde, Myz-TV Awards e Two star. Nel 2010 è diventata presentatrice del programma televisivo Freedom of Thought sul canale 5 gestito dallo stato. Ha lasciato presto il programma, poiché, secondo lei, si era trasformato in una discussione senza fine sulla manutenzione dei servizi pubblici. Dal 2011 Sobčak ospita il programma Sobčak Live sul canale indipendente Dožd e Top Model po-russkij su Muz-TV. Nel 2012 è apparsa nella serie televisiva Brief Guide To A Happy Life. 
Il 7 settembre 2012, MTV Russia ha lanciato un talk-show GosDep (Dipartimento di Stato) con Ksenija Sobčak. Il programma, che avrebbe dovuto affrontare temi sociali e politici caldi, non è andato oltre la prima puntata intitolata "Dove ci sta portando Putin?" in cui erano state presentate interviste con il capo del Fronte di sinistra Sergej Udal'cov, il membro del movimento "Solidarnost" (Solidarietà) Il'ja Jašin e l'eco-attivista Evgenija Čirikova. Il secondo episodio, che non è stato mai trasmesso, avrebbe dovuto contenere un'intervista con il blogger anti-corruzione Aleksej Naval'nyj. I rappresentanti di MTV Russia hanno spiegato la loro decisione di annullare lo spettacolo con la mancanza di interesse per la politica tra il pubblico del canale.
A partire da gennaio 2023, conduce il programma televisivo Dok-Tok con Alexander Gordon.

### Film
Sobčak ha recitato nelle commedie Hitler goes Kaput!, Rževskij contro Napoleone, Il miglior film e Entropija. Nel 2004 ha anche recitato nel film Thieves and Prostitutes.

### Musica
Nel 2007, Sobčak ha registrato la canzone "Dance with me (Потанцуй со мной)" con il rapper russo Timati, oltre a un video musicale (Music Video of "Dance" con Ksenija Sobčak e Timati su YouTube). I media russi all'epoca attribuito una relazione tra i due.
In precedenza Sobčak aveva posato per la copertina di un album della band britannica Pulp, pubblicata nel 1998 con il titolo "Questo è Hardcore". In merito alla copertina, Sobchak disse: "The shoot was fun. Jarvis is very nice, very shy."

### Politica

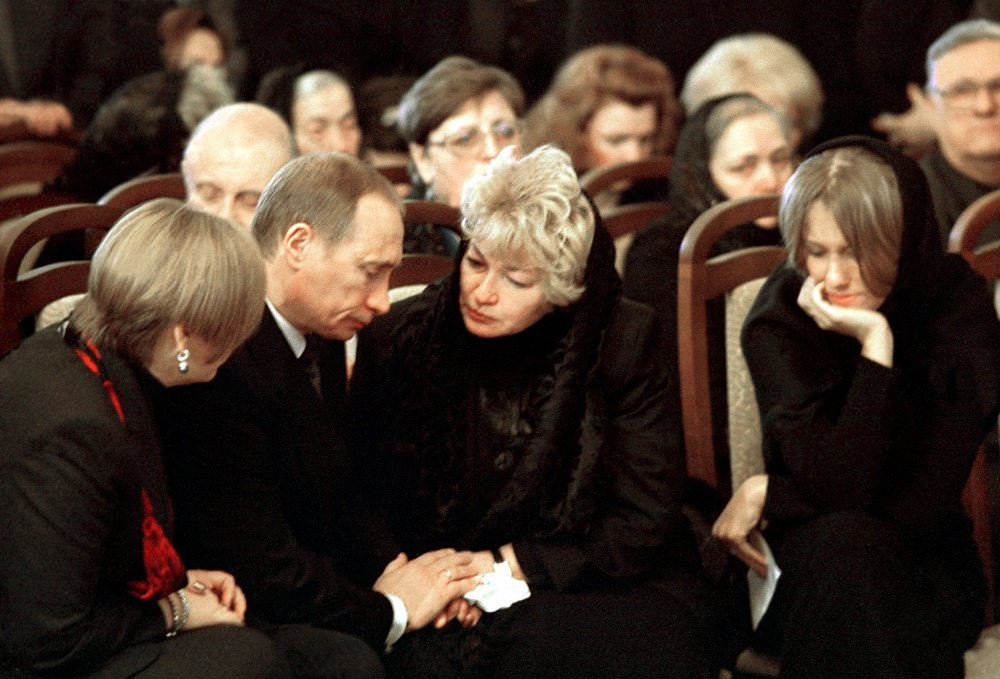
Ljudmila Putina, Vladimir Putin, Ljudmila Narusova e Ksenija Sobčak (da sinistra a destra) al funerale del principale mentore di Putin, Anatolij Aleksandrovič Sobčak nel 2000

Il padre di Sobčak, Anatolij, era stato professore di diritto sia di Vladimir Putin che di Dmitrij Medvedev all'Università statale di Leningrado. Ha avuto in particolare uno stretto rapporto con Putin e nel 1991, quando era sindaco di San Pietroburgo, Anatolij ha contribuito a lanciare la carriera di Putin. Putin ha poi aiutato Anatolij a fuggire dalla Russia quando era ricercato con l'accusa di corruzione. Secondo il Moscow News, "si ritiene che l'affetto riportato di Putin per la famiglia Sobčak conferisca a Ksenija Sobčak uno status protetto, il che potrebbe anche spiegare la sua audacia", come il suo incontro nell'ottobre 2011 con Vasilij Jakemenko, il controverso leader del movimento giovanile pro-Cremlino Naši; in quell'occasione lei lo ha rimproverato per aver mangiato in un costoso ristorante di Mosca e ha pubblicato un video dell'incontro su internet.

#### Elezioni presidenziali del 2018

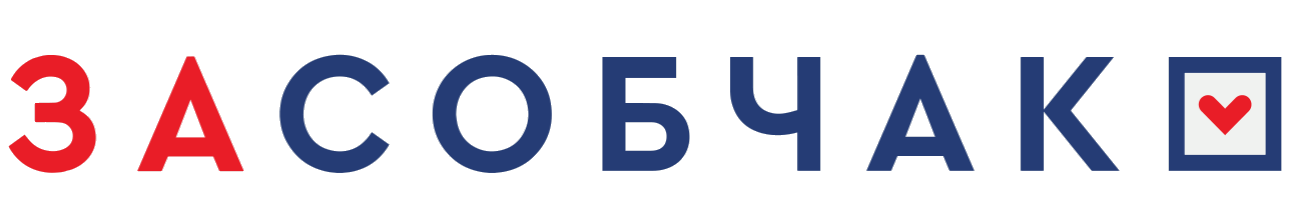
Sobchak 2018 logo

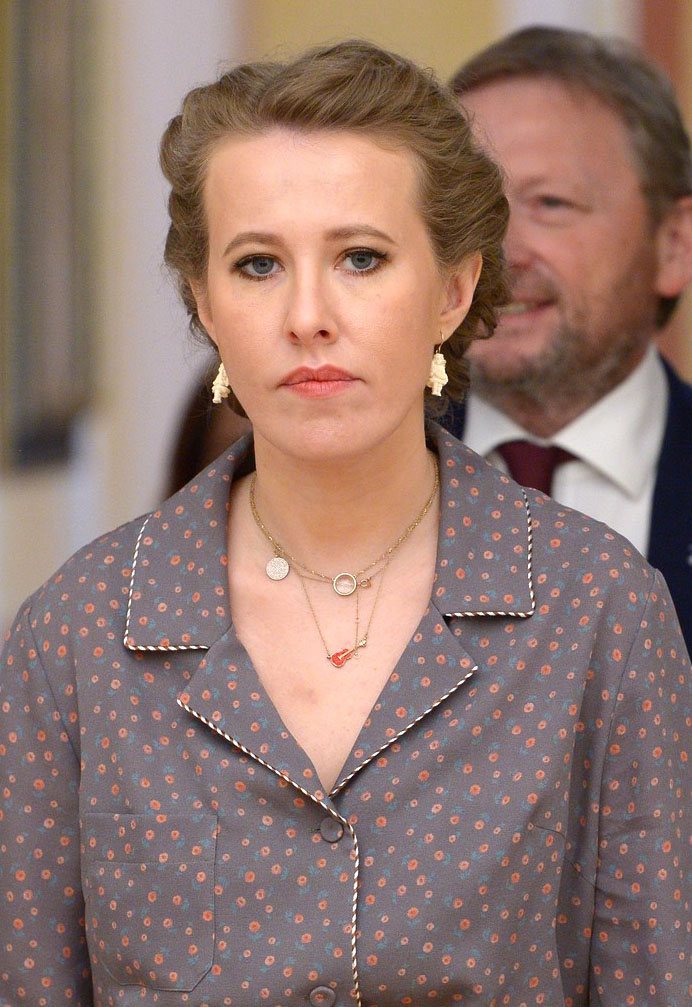
Ksenija Sobčak durante la campagna elettorale per le presidenziali 2018

Sobchak ha annunciato di candidarsi alle elezioni presidenziali russe del 2018 il 18 ottobre 2017. Prima dell'annuncio, Sobčak ne aveva discusso personalmente con Putin. Ha detto: "Con Vladimir Vladimirovič la mia famiglia è stata associata molto, quindi ho ritenuto giusto dirgli che ho preso questa decisione". Putin le ha risposto che "ogni persona ha il diritto di prendere le proprie decisioni e deve esserne responsabile".
Nel settembre 2017, prima ancora del suo annuncio di candidarsi, Putin aveva parlato delle intenzioni presidenziali della Sobčak in una conferenza stampa al 9° vertice BRICS: "Ogni persona ha il diritto di candidarsi in conformità con la legge. E Ksenija Sobčak non fa eccezione. Rispetto suo padre Anatolij Sobčak, credo che fosse una figura eccezionale nella storia russa contemporanea. Lo dico senza traccia di ironia. Era molto onesto, ha giocato un ruolo importante nel mio destino. Ma quando ci si candida per la presidenza, le cose di natura personale non possono avere un ruolo significativo. Dipende da quale programma offre, se effettivamente correrà e come costruirà la sua campagna presidenziale".

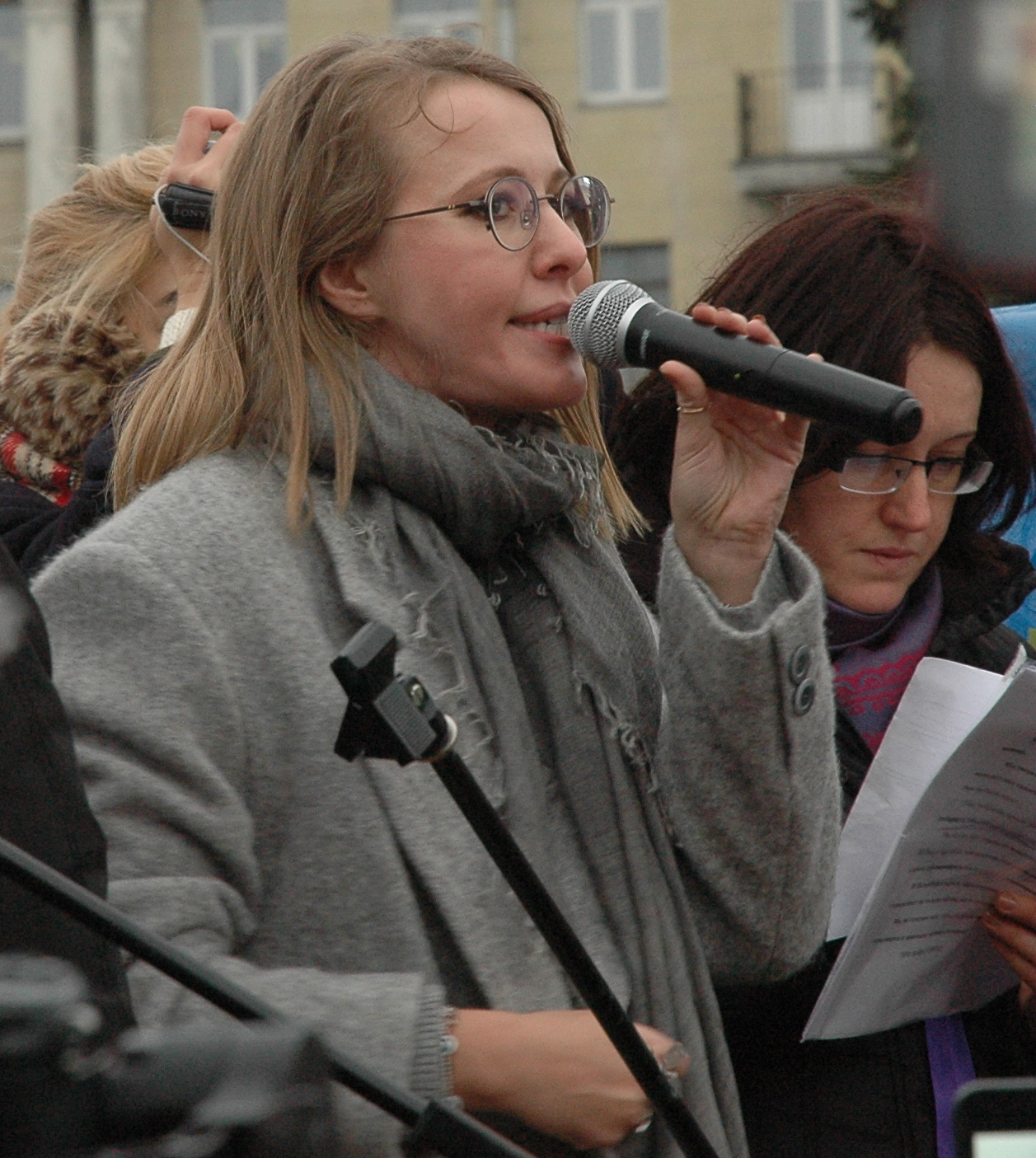
Ksenia Sobchak durante la campagna presidenziale del 2018

Sobčak ha citato i Decabristi, aristocratici del XIX secolo che persero i loro palazzi e furono condannati all'esilio per aver sfidato il potere supremo dello Zar, come una delle sue ispirazioni. Alcuni scettici accusano Sobčak di essere una pedina di Putin deciso a minare il candidato dell'opposizione Aleksej Naval'nyj: il Cremlino spesso sceglie un candidato liberale di alto profilo per candidarsi alle elezioni come parte della sua politica di "democrazia gestita" in cui Putin tenta di controllare l'intero processo. Altri scettici sospettano che la candidatura di Sobčak sia dovuta principalmente alla sua volontà di consolidare in pubblico il suo nome. Sobčak non credeva comunque di poter vincere contro Putin nel 2018: "Certo che voglio essere presidente, voglio vincere, ma voglio anche essere sincera. In un sistema creato da Putin, è possibile solo per Putin vincere. Sono realista su chi diventerà il presidente". Secondo la legge russa dell'epoca, Putin potrebbe non candidarsi alla presidenza per il terzo mandato consecutivo nel 2024, così come gli è stato impedito di candidarsi alla presidenza nel 2008. Poi la legge sarà cambiata.
Il 15 marzo 2018, Sobčak e Dmitrij Gudkov hanno annunciato la creazione di un nuovo partito, chiamato "Party of Changes" sulla base del partito Iniziativa Civica. Nelle elezioni presidenziali del 2018 Sobčak ha ottenuto l'1,68% dei voti.
Il 24 febbraio 2022 Sobchak ha espresso opposizione all'invasione russa dell'Ucraina, scrivendo che "Noi russi affronteremo le conseguenze di oggi per molti altri anni". Nell'aprile 2022 ha ricevuto la cittadinanza israeliana.

### Il volo dalla Russia
Il 26 ottobre 2022, i media russi hanno riferito che Sobchak sarebbe stata arrestata nell'ambito di un'indagine sulla presunta estorsione di 11 milioni di rubli al capo di Rostec, Sergei Chemezov, da parte del direttore di Sobchak, Kirill Sukhanov. Le autorità lituane hanno confermato che Sobchak era entrata in Lituania e aveva il diritto di rimanere per 90 giorni senza visto perché era cittadina israeliana. Il raid è avvenuto dopo l'arresto di Kirill Sukhanov, un direttore commerciale del gruppo di media di Sobchak, "Ostorozhno, Media", per presunta estorsione, con Sobchak che sarebbe stata una sospetta nel caso. I funzionari di frontiera lituani hanno affermato che Sobchak era arrivata con un passaporto israeliano, mentre Sobchak ha definito il caso un attacco alla sua redazione. Poi, giorni dopo essere fuggita dal paese, è tornata in Russia, secondo i media statali.

## Vita privata
Sobčak era sposata con Maksim Vitorgan (nato il 10 settembre 1972 a Mosca, URSS, come Maksim Emmanuilovič Vitorgan). È un attore, noto per Möbius (2013), Bite the Dust (2013) e Dreamfish (2016). I due si sono sposati il 1º febbraio 2013. Insieme hanno un figlio di nome Platon, nato il 18 novembre 2016. Hanno divorziato nel 2018. Sobčak ha quindi sposato il regista teatrale Konstantin Bogomolov il 13 settembre 2019. Sono arrivati alla cerimonia del matrimonio in un carro funebre. Precedentemente ai matrimoni ha avuto una relazione con i colleghi politici Sergei Kapkov (tra il 2010 e il 2011) e Il'ja Jašin dal 2011 al 2012.
Nel 2015 Sobčak ha detto che se ci fosse mai stata la possibilità di persecuzioni politiche contro di lei, aveva pensato all'emigrazione o ottenere un passaporto israeliano, ma avrebbe preferito gli Stati Uniti dove avrebbe potuto trovare una comunità di lingua russa: "Sono un grande patriota. Amo davvero il mio lavoro, la città, i miei amici. E se domani è la guerra, allora il luogo dell'emigrazione dovrà essere un luogo di lingua russa. Devo lavorare in russo".
Nell'aprile 2022 ha ricevuto la cittadinanza israeliana.
Il 15 luglio 2023, la TASS ha affermato che sette persone sono state arrestate in relazione a un complotto per uccidere Sobchak e Margarita Simon'jan, caporedattrice del media governativo di propaganda Russia Today.